# Turbanella veneziana
Turbanella veneziana is een buikharige uit de familie Turbanellidae. Het dier komt uit het geslacht Turbanella. Turbanella veneziana werd in 1972 voor het eerst wetenschappelijk beschreven door Schrom. 